# Nürnberger Uhr

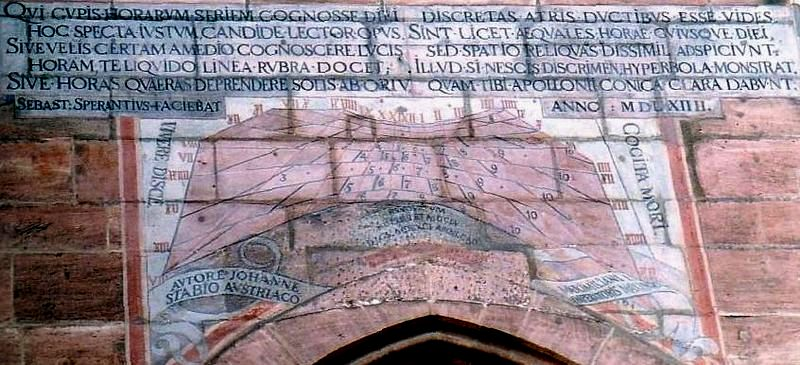
Sonnenuhr für Nürnberger (Tages-)Stunden an der Lorenzkirche zu Nürnberg

Als Nürnberger Uhr (Nürnberger Stunde), belegt seit 1374, wird eine in der Reichsstadt Nürnberg und einigen benachbarten Städten angewendete Zählung gleich langer Stunden bezeichnet. Dabei wurden für den lichten Tag und für die Nacht die Stunden getrennt auf zwei je mit der Stunde eins beginnenden Skalen gezählt.

## Anwendung
Die Nürnberger Uhr war ein Versuch, nach dem Übergang von Temporalen Stunden zu den übers Jahr gleich langen Äquinoktialen Stunden und dem Aufkommen Mechanischer Uhren (Schlaguhren) etwas von der alten Tradition zu wahren.
Man gab die traditionelle Trennung zwischen lichtem Tag und der Nacht im Gegensatz zur Italienischen Uhr und zur Babylonischen Uhr nicht auf. Von den 24 Äqinoktial-Stunden, die Tag und Nacht zusammen haben, wurden beiden je ein ganzzahliger Stundenteil zugeordnet. Weil aber sowohl Tag- als auch Nachtlänge nur an wenigen Tagen im Jahr Stunden-ganzzahlig sind, musste für die Verteilung der Stunden eine besondere – aus heutiger Sicht etwas komplizierte – Regel angewendet werden.
In Nürnberg sind der längste Tag und die längste Nacht fast genau 16 Stunden, der kürzeste Tag und die kürzeste Nacht fast genau acht Stunden lang. Die 24 Stunden lassen sich in insgesamt 16 Kombinationen ganzzahlig Tag und Nacht zurechnen. Es gibt aber nur 16 Tage im Jahr, an denen die Zeit zwischen Sonnenauf- und -untergang (und umgekehrt) Stunden-ganzzahlig ist. Die traditionelle Zählung – wie die der je zwölf temporalen Stunden – ab Sonnenauf- bzw. -untergang konnte nicht mehr angewendet werden. Der Zählbeginn blieb je während etwa eines Sechzehntel des Jahres fest und wurde erst am folgenden, einem der so genannten 16 Wendetage  um jeweils eine Stunde verändert. Die Wendetage wurden so festgelegt, dass der Zählbeginn maximal nur etwa eine viertel Stunde von Sonnenauf- bzw. -untergang abwich.
| Wendetag (1. Halbj.)* | Tagesdauer | Nachtdauer | Wendetag (2. Halbj.)* |
| --------------------- | ---------- | ---------- | --------------------- |
| ↓                     | 8 Stunden  | 16 Stunden | ←                     |
| 7. Januar             | 8 Stunden  | 16 Stunden | 16. November          |
| 7. Januar             | 9 Stunden  | 15 Stunden | 16. November          |
| 28. Januar            | 9 Stunden  | 15 Stunden | 26. Oktober           |
| 28. Januar            | 10 Stunden | 14 Stunden | 26. Oktober           |
| 14. Februar           | 10 Stunden | 14 Stunden | 8. Oktober            |
| 14. Februar           | 11 Stunden | 13 Stunden | 8. Oktober            |
| 3. März               | 11 Stunden | 13 Stunden | 22. September         |
| 3. März               | 12 Stunden | 12 Stunden | 22. September         |
| 19. März              | 12 Stunden | 12 Stunden | 5. September          |
| 19. März              | 13 Stunden | 11 Stunden | 5. September          |
| 5. April              | 13 Stunden | 11 Stunden | 20. August            |
| 5. April              | 14 Stunden | 10 Stunden | 20. August            |
| 23. April             | 14 Stunden | 10 Stunden | 2. August             |
| 23. April             | 15 Stunden | 9 Stunden  | 2. August             |
| 15. Mai               | 15 Stunden | 9 Stunden  | 11. Juli              |
| 15. Mai               | 16 Stunden | 8 Stunden  | 11. Juli              |
| →                     | 16 Stunden | 8 Stunden  | ↑                     |

Nürnberger Uhr:
Zählung der Tag- und Nachtstunden als übers Jahr veränderliche ganze Zahl gleich langer Stunden

* Anmerkung: Die Kalenderdaten sind dem während der gesamten Zeit des Gebrauchs der Nürnberger Uhr in Nürnberg geltenden Julianischen Kalender entnommen.
Die Frühlings-Tagundnachtgleiche war im 15. Jahrhundert am 11. März. Die Sonne teilte den Volltag in je zwölf Tag- und Nachtstunden. Am 19. März hatten sich Sonnenauf- und -untergang je um eine viertel Stunde verschoben, und die Uhren wurden korrigiert. Nun gab es 13 Tagstunden (Mittag war in der Mitte der siebten Stunde) und 11 Nachtstunden. Die Abweichung von Sonnenauf- und -untergang war jetzt mit umgekehrten Vorzeichen je eine viertel Stunde, verringerte sich aber in den nächsten Tagen wieder. Dann wurde sie wieder größer, worauf die Uhren am 5. April erneut um eine Stunde verstellt wurden usf.
In der Zeit vom 15. Mai bis zum 11. Juli (dazwischen die Sommersonnenwende am 12. Juni), gab es 16 Tagstunden und 8 Nachtstunden. Der ab 4 Uhr früh (nach heutiger Zählung) gezählte Tag hatte Mittag um 8 Uhr, die ab 20 Uhr (nach heutiger Zählung) gezählte Nacht hatte Mitternacht um 4 Uhr. Ab Wendetag 11. Juli bis Wendetag 16. November wurden die Uhren in umgekehrten Sinne verstellt, ab Wendetag 7. Januar wieder im bisherigen Sinne.
Die Abweichung der Nürnberger Uhr von der durch die Sonne vorgegebenen Tag- beziehungsweise Nachtlänge betrug maximal eine halbe Stunde. Am längsten und am kürzesten Tag (Nacht) ist die Abweichung in Nürnberg mit tatsächlich 16,06 von 16 beziehungsweise mit tatsächlich 7,94 von 8 Stunden unerheblich. In den Perioden um die Sonnenwenden wurde die Toleranz von ± 1/2 Stunde für die Tag- beziehungsweise Nachtlänge nur zur Hälfte ausgenutzt: nur mit + 1/2 Stunde bzw. nur mit − 1/2 Stunde.
Ab Tagesanbruch schlug die Uhr „Eine Stunde gen Tag“, und so weiter, bis am Ende des Tages der Garaus geläutet wurde. Eine Stunde später schlug die Uhr „Eine Stunde in die Nacht“, und so weiter bis zum Morgen-Garaus, wonach die Zählung des nächsten Tages begann. Der Garaus oder auch Ausschlag wurden durch ein spezifisches Geläut angegeben.
Beispiel: „Eine Stunde in die Nacht“ bedeutete nach unserer Stundenzählung zur Zeit um die Sommersonnenwende 21 Uhr und im Winter 17 Uhr.
Für die Wendetage galten bestimmte Redewendungen. Im ersten Halbjahr sagte man: Wenn's zuschlägt (die Tage werden länger); im zweiten Halbjahr entsprechend: Wenn's abschlägt (die Tage werden kürzer).
Die Wendetage, an denen die Uhr gestellt werden musste, waren in den Kalendern verzeichnet. Die Nachbarstadt Schwabach und die Reichsstädte Regensburg, Windsheim und Rothenburg ob der Tauber, in denen die Nürnberger Uhr auch in Gebrauch war, hatten nicht immer die genau gleichen Wendetage.

## Große Uhr und Kleine Uhr
Die Nürnberger Uhr wurde in Nürnberg und Umgebung auch Große Uhr genannt. Zu beachten ist, dass man unter Große Uhr in der Regel eine den lichten Tag und die Nacht durchgehende 24-Stunden-Zählung versteht. In Nürnberg wurden aber Tag und Nacht getrennt gezählt. Nur die beiden unterschiedlichen Stundenzahlen summierten sich zu 24 Stunden. Mit der Bezeichnung Große Uhr machte man in erster Linie den Unterschied zur heute geläufigen Kleinen Uhr (oder Halben Uhr) deutlich. Eine solche Uhr gab es nämlich bereits seit 1436 an der Katharinenkirche (endgültig zerstört im Zweiten Weltkrieg). Sie wurde parallel benutzt, wozu es diverse Umrechnungstabellen gab.

## Gebrauch der Nürnberger Uhr
Der Tagesablauf richtete sich in Nürnberg nach der Großen Uhr, insbesondere wurden alle öffentlichen Geschäfte danach verrichtet. Es gab wenige Ausnahmen. Eine davon war das Läuten der Mittagsglocke, was wegen dessen dauernder Zeitänderung nach der Großen Uhr das Umständliche der Nürnberger Zeitordnung offenbarte.
Dass trotzdem immer mehr Kleine Uhren errichtet wurden, war vor allem eine Konzession an Fremde, die in die Stadt kamen. Als im Jahre 1611 der Kurfürstentag in Nürnberg stattfand, wurden gleich drei Stück davon neu angeschafft.
Weiter als bis in die Nürnberg „zugewandten“ Städte war die Nürnberger Uhr nicht verbreitet. Ihr Gebrauch endete in Nürnberg mit dem Ende der Selbständigkeit, das heißt mit dem im Jahre 1806 erfolgten Übergang zu Bayern. Danach setzte sich die praktischere Kleine Uhr, die zwei mal zwölf Stunden schlägt, durch. In den anderen Städten war das bereits im 18. Jahrhundert geschehen.

## Schlagtürme
Die Große Nürnbergische Uhr [war] kein technisches Wunderwerk, .. . Vielmehr hatte [sie] etwas mit der Nürnberger Eigenheit zu tun, die Tages- und Nachtstunden zu zählen. Die Stunden wurden von keiner Turmuhr angezeigt, sondern auf vier Schlagtürmen von Wächtern, die Türmer genannt wurden, geschlagen. Zu diesem Zweck hatten die Wächter in ihrer Turmstube eine mechanische Uhr, die eine 2-mal-12-Stunden-Uhr (eine „doppelte halbe“ Uhr) oder auch nur eine 16-Stunden-Uhr sein konnte. Letztere musste nach jedem Garaus erneut auf Null gerichtet werden. Die 2-mal-12-Stunden-Uhr brauchte nur an den Wendetagen verstellt zu werden. Aber auch sie wurde gelegentlich mit Hilfe der Sonne und eines Mittagsweisers gerichtet.
Türmer sind bereits für 1388 auf dem südlichen Turm der Sebalduskirche und auf dem nördlichen Turm der Lorenzkirche nachweisbar. 1440 folgten der Weiße Turm und der Laufer Schlagturm, die beide Bestandteile der vorletzten Stadtmauer waren, als Schlagtürme.
Der Türmer der Sebalduskirche schlug vor, der Türmer der Lorenzkirche musste nachschlagen. Die Turmwächter mussten auch Sichtkontakt untereinander haben, aus diesem Grund waren die beiden Schlaguhrtürme einander zugewandt.
Die Bedeutung, die der Zeitangabe und den Schlagtürmen zukam, wird auf einer Gesamtansicht Nürnbergs deutlich. Auf der Darstellung der Stadt aus dem Jahr 1502 (die drittälteste der bekannten Darstellungen), werden die Schlagtürme mit dem Siegel des hammerschwingenden Türmers herausgehoben.